# Sofiane Briki
Sofiane Briki (Le Havre, 15 aprile 1999) è un cestista francese con cittadinanza algerina.

## Palmarès
- Campionato francese: 1

ASVEL: 2018-19